# 外轮山火山

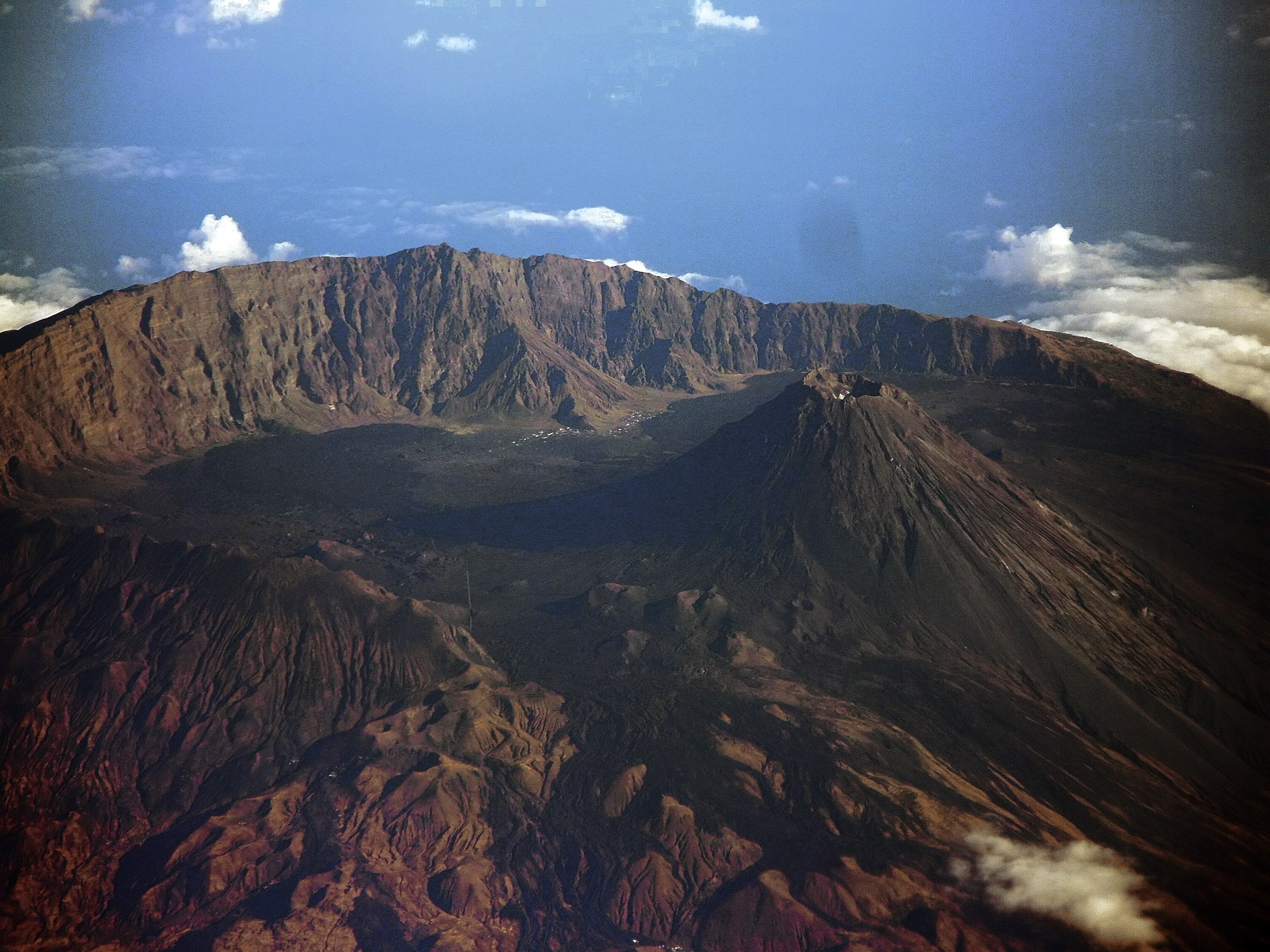
开普敦的福古島的鸟瞰图，福古火山（Pico do Foge）生长在一个破火山口上，构成了一个外轮山火山

外轮山火山（英語：somma volcano）是一種火山口，这种火山口的内部被新的中央錐體部分填充。該名稱來自意大利南部的成層火山索马山，山頂上有維蘇威火山的上部錐生长的破火山口。
在俄羅斯的堪察加半島、向南延伸的千島群島以及日本的北海道岛上，發現了許多外轮山火山。